# Tetsuya Nomura
Tetsuya Nomura (野村 哲, Nomura Tetsuya) (Kōchi, 8 d'octubre de 1970) és un dissenyador de personatges i director de videojocs japonès, que des de 1992 treballa per a la companyia desenvolupadora de videojocs Square Enix. Abans de començar a treballar per a Square Enix, Tetsuya Nomura treballava en una empresa en la qual dissenyava anuncis publicitaris. Va començar a treballar en Square Enix després d'haver vist una oferta de treball de la companyia en una revista, es va dirigir a l'empresa, va mostrar la seva portafolio i el van contractar.

## Carrera
El seu primer treball en la companyia començaria amb Final Fantasy V (1992), ell s'encarregaria en aquest joc del disseny del bestiari. Quan va començar el desenvolupament de Final Fantasy VI (1994), Nomura seria un dels directors de gràfics al costat d'altres artistes com Tetsuya Takahashi, Kasuko Shibuya i Hideo Minava. Després d'haver treballat en aquests dos títols, Tetsuya Nomura començaria a implicar-se de ple a Final Fantasy VII (1997), plantejant al costat de Hironobu Sakaguchi la idea original del joc, encara que l'argument principal de Final Fantasy VII finalment va ser reescrit per Yoshinori Kitase i Kazushige Nojima. A més de plantejar la idea original del joc, Nomura també s'encarregaria del disseny de personatges de Final Fantasy VII, a partir de la seva participació en aquest títol, Tetsuya Nomura va començar a aconseguir reconeixement.
Els pròxims anys treballaria també com a dissenyador de personatges en Final Fantasy VIII (1999), Final Fantasy X/X-2 (2001/2003), Final Fantasy XI (2002), Final Fantasy XIII/XIII-2/Lightning Returns (2009/2011/2013), Final Fantasy Type-0 (2011) i Final Fantasy XV (2016) (no íntegrament, ja que Roberto Ferrari també va ser dissenyador de personatges en el joc).
Nomura també ha treballat per a altres videojocs de Square Enix a part de la saga Final Fantasy, entre ells: Kingdom Hearts (director, creador de la història principal i disseny de personatges), The World Ends With You (Director i dissenyador de personatges), Parasite Eve (dissenyador de personatges), Brave Fencer Musashi (il·lustrador de personatges), The Bouncer (dissenyador de personatges).
Tetsuya Nomura va debutar com a director l'any 2000 amb la saga de videojocs Kingdom Hearts, el joc seria una col·laboració entre Square Enix i Disney, fent del joc un «crossover». L'univers Kingdom Hearts uniria els mons de Final Fantasy i Disney, però el joc comptaria amb els seus personatges originals, mons originals i història original. Tetsuya Nomura s'encarregaria d'escriure la història principal i dissenyar els personatges, a més de dirigir el joc. En un principi Kingdom Hearts anava a ser un joc dirigit a un públic infantil amb un plantejament molt simple, però Hironobu Sakaguchi li va comentar a Nomura que si no afrontava el títol amb la mateixa ambició que amb la saga Final Fantasy el joc seria un fracàs, va anar llavors quan Nomura va decidir començar a desenvolupar la història donant-li un to més fosc i adult.
Tetsuya Nomura estava una mica insegur, no sabia si el projecte anava a agradar o no, va decidir igualment incloure un final secret en el joc per a veure la reacció de la gent davant la possibilitat d'una seqüela.
Kingdom Hearts va sortir a la venda el 28 de març de 2002, va ser tal l'èxit que avui dia ja existeixen vuit jocs de Kingdom Hearts (dinou comptant les versions Final Mix, remakes i remasteritzacions): Kingdom Hearts (2002), Kingdom Hearts Final Mix (2004), Kingdom Hearts: Chain of Memories (2004), Kingdom Hearts Re: Chain Of Memories (2007), Kingdom Hearts 1.5 HD Remix (2013), Kingdom Hearts II (2005), Kingdom Hearts II Final Mix (2007), Kingdom Hearts 358/2 Days (2009), Kingdom Hearts Birth by Sleep (2010), Kingdom Hearts Birth by Sleep Final Mix (2011), Kingdom Hearts: Coded (2008), Kingdom Hearts Re: Coded (2010), Kingdom Hearts HD 2.5 ReMIX (2014), Kingdom Hearts 3D: Dream Drop Distance (2012), Kingdom Hearts X[chi] (2013), Kingdom Hearts Unchained X[chi] (2015), Kingdom Hearts 2.8 Final Chapter Prologue (2017), Kingdom Hearts 1.5+2.5 Remix (2017), Kingdom Hearts III (2019).
Tetsuya Nomura durant la E3 2013 va anunciar que el desenvolupament de Kingdom Hearts III havia començat, el joc va sortir a la venda el 26 de gener de 2019 al Japó i el 29 del mateix mes a nivell mundial.
Tetsuya Nomura, després de l'èxit reeixit amb la saga Kingdom Hearts, seria triat com a director per a Final Fantasy Versus XIII, joc pertanyent a la «Fabula Nova Crystallis» de Final Fantasy al costat de Final Fantasy XIII/XIII-2/Lightning Returns i Final Fantasy Type-0 (Agito XIII). Final Fantasy Versus XIII no avançava de la manera desitjada, va haver-hi un temps en el qual es va pensar que el joc havia estat cancel·lat, fins que en l'E3 2013 Nomura va mostrar un tràiler en el qual el joc passava de Final Fantasy Versus XIII a un lliurament numerat de la franquícia, Final Fantasy XV. Més tard es va anunciar el canvi de director del joc, Tetsuya Nomura li va cedir el lloc a Hajime Tabata per a centrar-se de ple en el desenvolupament de Kingdom Hearts III.
En l'E3 2015 es va anunciar una versió de Final Fantasy VII en el qual Tetsuya Nomura és el director, actualment el joc segueix en desenvolupament. S'ha publicat la primera part del joc després d'haver-se dividit el propi videojoc en capítols.
Actualment els seus principals treballs són Kingdom Hearts IV (en desenvolupament des de 2021-2022) i Final Fantasy VII Rebirth (esperat per tots els fanes de la saga).

## Crítiques
Mentre que les seves il·lustracions i estil van ser elogiats per molts fans de Final Fantasy, especialment les legions de fans nous que van descobrir la sèrie amb el llançament de Final Fantasy VII, Tetsuya Nomura ha estat criticat pels fans del dissenyador de personatges original: Yoshitaka Amano. Els fans de Nomura el defensen per com va estar profundament implicat amb Final Fantasy abans de Final Fantasy VII, especialment la seva implicació en la creació dels populars personatges Shadow i Setzer Gabbiani per a Final Fantasy VI, que tots dos van ser reajustats per Amano per al joc en si mateix. Els seus fans també han observat que Amano va utilitzar els dissenys de Final Fantasy per a altres fins mentre que Nomura era molt cautelós sobre usar Vivi de Final Fantasy IX (així com Setzer, del qual Nomura reconeix a Amano com el dissenyador) com a personatge en Kingdom Hearts II perquè Nomura no és completament el seu dissenyador. Juntament amb el llançament de Kingdom Hearts II, va venir l'ús d'alguns dels personatges originals de Final Fantasy creats per Amano. Per exemple Setzer Gabbiani de Final Fantasy VI va ser inclòs. Com que Final Fantasy VI va ser un joc estupend de Super Famicom, i era de dues dimensions amb el detall limitat, el nou disseny del personatge va ser fet per Nomura, alterant totalment l'aspecte i l'actitud del personatge. En el joc original, era cridaner, però també absolutament superb, i vestia fosc. En Kingdom Hearts II, és absolutament ostentós, causant molts empipaments entre alguns fans. L'any 2000, Nomura va indicar en una entrevista que a ell li agradaria treballar amb Nintendo, la qual cosa va causar una certa controvèrsia perquè durant aquest temps Squaresoft no treballava obertament amb Nintendo. Square va publicar una declaració que els comentaris de Nomura no van representar els plans i les polítiques de la companyia. Irònicament, Nintendo i Square es van reconciliar alguns anys més tard el que va conduir al llançament de Final Fantasy: Crystal Chronicles així com nombrosos RPG de Square per a Nintendo.
Potser una de les grans crítiques de Nomura és que va acostar la saga als otakus amb els seus personatges més estil pispa que els de Amano, la qual cosa ha despertat rivalitats entre uns certs sectors de jugadors que no admeten que es faci cosplay d'aquests personatges, entre altres coses.
La controvèrsia entre els fans se sol incitar en què els Yoshitaka Amano és un artista de veritat i tant els seus dissenys de personatges, com les seves pintures es consideren art i diverses de les seves obres s'han vist en museus, mentre que els dissenys de Nomura tiren per a un estil més animi i alguns fans diuen molts dels seus dissenys són molt semblants. Aquestes controvèrsies no semblen afectar la relació entre tots dos, considerant-se entre ells veritables artistes, cosa que tampoc deixa indiferent a Yoshida, dissenyador dels personatges d'Ivalice Alliance.

## Treballs
| Any  | Títol                                                           | Plataforma                                                                                      | Paper |
| ---- | --------------------------------------------------------------- | ----------------------------------------------------------------------------------------------- | --- |
| 1991 | Final Fantasy IV                                                | SNES                                                                                            | Agraïment especial (T. Nomura), depurador |
| 1992 | Final Fantasy V                                                 | SNES, PlayStation, PlayStation Portable                                                         | Disseny de gràfics de batalla, dissenys de monstres                                                                                          |
| 1994 | Final Fantasy VI                                                | SNES, PlayStation                                                                               | Director gràfic, disseny de monstres, disseny de personatges (Setzer i Shadow)                                                               |
| 1994 | Live A Live                                                     | SNES                                                                                            | Traducció deTosa-ben |
| 1995 | Front Mission                                                   | SNES, WonderSwan Color                                                                          | Dissenyador gràfic |
| 1995 | Chrono Trigger                                                  | SNES, PlayStation, Nintendo DS, DoJa, Nintendo Wii, PlayStation Portable, PS Vita, Android, iOS | Gràfic de camp, anunciant de màrqueting |
| 1996 | Super Mario RPG: Legend of the Seven Stars                      | SNES                                                                                            | Gràcies especials, disseny de cap opcional (Culex)                                                                                           |
| 1996 | DynamiTracer                                                    | SNES                                                                                            | Disseny conceptual, disseny de personatges                                                                                                   |
| 1997 | Final Fantasy VII                                               | PlayStation, Windows                                                                            | Disseny de personatges, disseny de monstres, concepte d'escenari, director visual de batalla                                                 |
| 1998 | Xenogears                                                       | PlayStation                                                                                     | El primer ideador conceptual de Citan Uzuki, part de l'equip en desenvolupament inicial                                                      |
| 1998 | Ehrgeiz: God Bless the Ring                                     | PlayStation, arcade                                                                             | Supervisor de personatges, disseny conceptual                                                                                                |
| 1998 | Parasite Eve                                                    | PlayStation                                                                                     | Disseny del personatge principal |
| 1998 | Brave Fencer Musashi                                            | PlayStation                                                                                     | Il·lustració de personatges |
| 1999 | Chocobo Racing                                                  | PlayStation                                                                                     | Agraïments especials |
| 1999 | Final Fantasy VIII                                              | PlayStation, Windows                                                                            | Disseny de personatges, disseny de monstres, director visual de batalla                                                                      |
| 1999 | Parasite Eve II                                                 | PlayStation                                                                                     | Il·lustració de personatges |
| 1999 | Final Fantasy Anthology                                         | PlayStation                                                                                     | Disseny de gràfics de batalla, dissenys de monstres; Director gràfic, disseny de monstres, disseny de personatges (Setzer i Shadow)          |
| 2000 | The Bouncer                                                     | PlayStation 2                                                                                   | Dissenyadors de personatges |
| 2001 | Final Fantasy X                                                 | PlayStation 2                                                                                   | Dissenyadors de personatges |
| 2002 | Kingdom Hearts                                                  | PlayStation 2                                                                                   | Director, disseny conceptual, dissenyador de personatges principals, dissenyador de storyboards, història base                               |
| 2002 | Final Fantasy XI                                                | PlayStation 2, Windows                                                                          | Disseny dels personatges Hume i Elvaan i il·lustrador NPC de Vana'diel                                                                       |
| 2003 | Final Fantasy X-2                                               | PlayStation 2                                                                                   | Dissenyador de personatges principals |
| 2003 | Front Mission 1st                                               | PlayStation Dissenyador gràfic                                                                  | |
| 2004 | Before Crisis: Final Fantasy VII                                | DoJa                                                                                            | Concepte, disseny de personatges |
| 2004 | Kingdom Hearts: Chain of Memories                               | Game Boy Advance                                                                                | Director, disseny conceptual, supervisor d'escenaris, dissenyador de personatges, història                                                   |
| 2004 | Dragon Quest & Final Fantasy in Itadaki Street Special          | PlayStation 2                                                                                   | Suport a Development Division 1 |
| 2005 | Musashi: Samurai Legend                                         | PlayStation 2                                                                                   | Dissenyador de personatges principals |
| 2005 | Final Fantasy VII: Advent Children                              | Película                                                                                        | Director, disseny de personatges, historia                                                                                                   |
| 2005 | Last Order: Final Fantasy VII                                   | OVA                                                                                             | Director supervisor |
| 2005 | Kingdom Hearts II                                               | PlayStation 2                                                                                   | Director, disseny del concepte, historia, art de personatges 2D: artista principal                                                           |
| 2006 | Dirge of Cerberus: Final Fantasy VII                            | PlayStation 2                                                                                   | disseny de personatges |
| 2006 | Mario Hoops 3-on-3                                              | Nintendo DS                                                                                     | Supervisor gràfic |
| 2006 | Dirge of Cerberus Lost Episode: Final Fantasy VII               | Amp'd Mobile, Verizon                                                                           | disseny de personatges |
| 2006 | Monotone                                                        | NTT Docomo                                                                                      | disseny del concepte, disseny de personatges, productor creatiu                                                                              |
| 2006 | Final Fantasy V Advance                                         | Game Boy Advance, iOS, Android                                                                  | Disseny de monstre |
| 2006 | Final Fantasy VI Advance                                        | Game Boy Advance, iOS, Android                                                                  | Supervisor de gràfics |
| 2006 | Dragon Quest & Final Fantasy in Itadaki Street Portable         | PlayStation Portable                                                                            | Cooperació a la part Final Fantasy |
| 2007 | The World Ends with You                                         | Nintendo DS, Nintendo Switch iOS, Android                                                       | productor creatiu, disseny de personatges |
| 2007 | Crisis Core: Final Fantasy VII                                  | PlayStation Portable                                                                            | productor creatiu, disseny de personatges |
| 2007 | Final Fantasy Tables: Chocobo Tales                             | Nintendo DS                                                                                     | Agraïments especials |
| 2007 | Final Fantasy Tables: Chocobo's Dungeon                         | Nintendo Wii                                                                                    | Agraïments especials |
| 2007 | Kingdom Hearts Re:Chain of Memories                             | PlayStation 2                                                                                   | Director, disseny del concepte, scenario supervisor, disseny de personatges, story                                                           |
| 2007 | Final Fantasy (versión de PSP)                                  | PlayStation Portable                                                                            | Supervisor de disseny de monstre |
| 2008 | Kingdom Hearts: Coded                                           | DoJa                                                                                            | Director, disseny del concepte, historia |
| 2008 | Dissidia Final Fantasy                                          | PlayStation Portable                                                                            | productor creatiu, disseny de personatges |
| 2008 | Ellark                                                          | DoCoMo, AU, SoftBank                                                                            | disseny de personatges, disseny del creador: equipament dimoni                                                                               |
| 2008 | Sigma Harmonics                                                 | Nintendo DS                                                                                     | Agraïments especials |
| 2009 | Kingdom Hearts 358/2 Days                                       | Nintendo DS                                                                                     | Director, disseny del concepte, story, 2D art: artista principal                                                                             |
| 2009 | Final Fantasy XIII                                              | PlayStation 3, Xbox 360, Windows                                                                | Dissenyador de personatges principals |
| 2009 | Inazuma Eleven 2: Firestorm                                     | Nintendo DS                                                                                     | Producció digital |
| 2010 | Kingdom Hearts: Birth by Sleep                                  | PlayStation Portable                                                                            | Director, disseny del concepte, historia, 2D art: artista principal                                                                          |
| 2010 | Kingdom Hearts Re:Coded                                         | Nintendo DS                                                                                     | Director, disseny del concepte, historia, 2D art: artista principal                                                                          |
| 2010 | Mario Sports Mix                                                | Nintendo Wii                                                                                    | Agraïments especials |
| 2010 | The 3rd Birthday                                                | PlayStation Portable                                                                            | productor creatiu, disseny de personatges, disseny del concepte                                                                              |
| 2010 | Lord of Arcana                                                  | PlayStation Portable                                                                            | Il·lustracions |
| 2011 | Dissidia 012 Final Fantasy                                      | PlayStation Portable                                                                            | productor creatiu, disseny de personatges |
| 2011 | Final Fantasy Type-0                                            | PlayStaion Portable                                                                             | productor creatiu, disseny de personatges |
| 2011 | Final Fantasy XIII-2                                            | PlayStation 3                                                                                   | Dissenyador de personatges principals |
| 2012 | Theatrhythm Final Fantasy                                       | Nintendo 3DS                                                                                    | productor creatiu |
| 2012 | Kingdom Hearts 3D: Dream Drop Distance                          | Nintendo 3DS                                                                                    | Director, disseny del concepte, historia, 2D art: artista principal                                                                          |
| 2013 | Final Fantasy: All the Bravest                                  | Android, iOS                                                                                    | productor creatiu, concepte original |
| 2013 | Kingdom Hearts χ                                                | Navegador web                                                                                   | Director |
| 2013 | Lightning Returns: Final Fantasy XIII                           | PlayStation 3, Xbox 360                                                                         | Dissenyador de personatges principals |
| 2013 | Kingdom Hearts HD 1.5 ReMIX                                     | PlayStation 3                                                                                   | Director, disseny del concepte, Dissenyador de personatges principals, dissenyador del guió, base story                                      |
| 2013 | Final Fantasy X \| X-2: HD Remaster                             | PlayStation 3, PS Vita, PlayStation 4, Windows, Xbox One, Nintendo Switch                       | disseny de personatges |
| 2014 | Theatrhythm Final Fantasy: Curtain Call                         | Nintendo 3DS                                                                                    | productor creatiu |
| 2014 | Final Fantasy Record Keeper                                     | Windows, iOS, Android                                                                           | productor creatiu, disseny de personatges, disseny del concepte                                                                              |
| 2014 | Gunslinger Stratos 2                                            | Windows, Arcade                                                                                 | "Riccardo Martini" i "Sakura Ayanokoji" disseny de personatges                                                                               |
| 2014 | Puzzle & Dragons Battle Tournament                              | Arcade                                                                                          | Dissenyador de personatges principals |
| 2014 | Super Smash Bros. for Nintendo 3DS and Wii U                    | Nintendo 3DS, Wii U                                                                             | Creador i dissenyador de personatges (2015 Cloud Strife DLC)                                                                                 |
| 2014 | Kingdom Hearts HD 2.5 ReMIX                                     | PlayStation 3                                                                                   | Director, disseny del concepte, story, 2D character art: artista principal                                                                   |
| 2014 | Final Fantasy Explorers                                         | Nintendo 3DS                                                                                    | Supervisor de personatges Final Fantasy |
| 2014 | Monster Hunter 4: Ultimate                                      | Nintendo 3DS                                                                                    | Col·laboració especial |
| 2015 | Mobius Final Fantasy                                            | iOS, Android                                                                                    | Suport d'esdeveniments col·laboratius |
| 2015 | Rampage Land Rankers                                            | iOS, Android                                                                                    | disseny de personatges |
| 2015 | Kingdom Hearts Unchained χ / Union χ                            | iOS, Android, Fire OS                                                                           | Director |
| 2015 | Dissidia Final Fantasy NT                                       | PlayStation 4, Windows, Arcade                                                                  | productor creatiu, disseny de personatges |
| 2015 | Monster Hunter: Generations                                     | Nintendo 3DS                                                                                    | Disseny (Col·laboració especial DLC) |
| 2015 | Final Fantasy XIV: Heavensword                                  | PlayStation 3, PlayStation 4, Windows                                                           | Agraïments especials |
| 2016 | Theatrhythm Final Fantasy: All-Star Carnival                    | Arcade                                                                                          | productor creatiu, disseny de personatges |
| 2016 | World of Final Fantasy                                          | PlayStation 4, PS Vita, Windows                                                                 | productor creatiu, disseny de personatges |
| 2016 | Final Fantasy XV                                                | PlayStation 4, Xbox One, Windows                                                                | Lletra, concepte original, dissenyador de personatges principals                                                                             |
| 2016 | Final Fantasy: Brave Exvius                                     | iOS, Android                                                                                    | Agraïments especials |
| 2016 | Tekken 7                                                        | Arcade, PlayStation 4, Xbox One, Windows                                                        | Disseny de personatges principals (2018 Noctis Lucis Caelum DLC)                                                                             |
| 2017 | Dissidia Final Fantasy: Opera Omnia                             | iOS, Android                                                                                    | productor creatiu, disseny de personatges |
| 2017 | Kingdom Hearts HD 1.5 + 2.5 ReMIX                               | PlayStation 4, Xbox One, Windows                                                                | Director, disseny del concepte, Dissenyador de personatges principals, dissenyador del guió, base story, 2D character art: artista principal |
| 2017 | Kingdom Hearts HD 2.8: Final Chapter - Prologue                 | PlayStation 4, Xbox One, Windows                                                                | Director, disseny del concepte, story |
| 2017 | Final Fantasy XIV: Stormblood                                   | PlayStation 4, Windows                                                                          | Agraïments especials |
| 2017 | Terra Battle 2                                                  | Windows, iOS, Android                                                                           | Disseny de personatge guardià |
| 2017 | Itadaki Street: Dragon Quest and Final Fantasy 30th Anniversary | PlayStation 4, PS Vita                                                                          | Supervisor de personatges Final Fantasy |
| 2017 | Final Fantasy Dimensions II                                     | iOS, Android                                                                                    | Agraïments especials |
| 2017 | Xenoblade Chronicles 2                                          | Nintendo Switch                                                                                 | "Torna" disseny de personatges |
| 2017 | World of Final Fantasy: Meli-Melo                               | iOS, Android                                                                                    | productor creatiu, disseny de personatges |
| 2018 | Final Fantasy XV: Pocket Edition                                | Nintendo Switch, PlayStation 4, Xbox One, Windows, iOS, Android                                 | Lletres, concepte original, disseny de personatges principals                                                                                |
| 2018 | Idol Fantasy                                                    | iOS, Android                                                                                    | disseny de personatges |
| 2018 | Super Smash Bros. Ultimate                                      | Nintendo Switch                                                                                 | Creador i dissenyador de personatges (Cloud Strife, Sephiroth i Sora)                                                                        |
| 2018 | Xenoblade Chronicles 2: Torna - The Golden Country              | Nintendo Switch                                                                                 | Disseny de personatges principals |
| 2018 | World of Final Fantasy: Maxima                                  | Nintendo Switch, Xbox One                                                                       | Productor |
| 2019 | Kingdom Hearts III                                              | PlayStation 4, Xbox One                                                                         | Director, disseny del concepte, historia, 2D disseny de personatges principals                                                               |
| 2019 | Final Fantasy XIV: Shadowbringers                               | PlayStation 4, Windows                                                                          | Personatge convidat/dissenyador cap |
| 2019 | Final Fantasy VIII: Remastered                                  | PlayStation 4, Xbox One, Nintendo Switch, Windows, iOS, Android                                 | disseny de personatges |
| 2020 | Final Fantasy VII Remake                                        | PlayStation 4                                                                                   | Director, disseny del concepte, creador de personatges                                                                                       |
| 2020 | Kingdom Hearts III: Re:Mind                                     | PlayStation 4, Xbox One                                                                         | Director, disseny del concepte, historia |
| 2020 | Kingdom Hearts: Dark Road                                       | iOS, Android, Fire OS                                                                           | Director, disseny del concepte, story, disseny de personatges                                                                                |
| 2020 | Kingdom Hearts: Melody of Memory                                | PlayStation 4, Xbox One, Nintendo Switch, Windows                                               | Director, disseny del concepte, story, disseny de personatges                                                                                |
| 2020 | War of the Visions: Final Fantasy Brave Exvius                  | iOS, Android                                                                                    | Agraïments especials |
| 2021 | Final Fantasy VII: The First Soldier                            | iOS, Android                                                                                    | Director creatiu, disseny de personatges |
| 2021 | Neo: The World Ends With You                                    | PlayStation 4, Nintendo Switch, Windows                                                         | productor creatiu, disseny de personatges |
| 2021 | Final Fantasy VII Remake - Intergrade                           | PlayStation 5, Windows                                                                          | Director, disseny del concepte, creador de personatges                                                                                       |
| 2021 | Final Fantasy XIV: Endwalker                                    | PlayStation 4, PlayStation 5, Windows                                                           | Agraïments especials |
| 2021 | Final Fantasy Pixel Remaster                                    | PlayStation 4, Nintendo Switch, Windows                                                         | Agraïments especials |
| 2022 | Stranger of Paradise: Final Fantasy Origin                      | PlayStation 4, PlayStation 5, Xbox One, Xbox Series, Windows                                    | Concepte, productor creatiu, disseny de personatges                                                                                          |
| 2022 | Crisis Core: Final Fantasy VII Reunion                          | PlayStation 4, PlayStation 5, Xbox One, Xbox Series, Nintendo Switch, Windows                   | Director creatiu, disseny de personatges |
| 2023 | Theatrhythm Final Bar Line                                      | PlayStation 4, Nintendo Switch                                                                  | Director creatiu |
| 2023 | Final Fantasy VII: Ever Crisis                                  | iOS, Android, Windows                                                                           | Director creatiu |
| 2023 | Super Mario RPG (remake)                                        | Nintendo Switch                                                                                 | Supervisor de personatges, disseny de cap opcional (Culex), agraïment especial                                                               |
| 2024 | Final Fantasy VII Rebirth                                       | PlayStation 5                                                                                   | Director creatiu, disseny del concepte, disseny de personatges                                                                               |
| TBA  | Kingdom Hearts Missing-Link                                     | iOS, Android                                                                                    | Director, disseny del concepte, story, disseny de personatges                                                                                |
| TBA  | Kingdom Hearts IV                                               | Sin especificar                                                                                 | Director, disseny del concepte, story, disseny de personatges                                                                                |
| TBA  | Final Fantasy VII Remake Part III (working title)               | Sin especificar                                                                                 | Director creatiu, disseny del concepte, disseny de personatges                                                                               |

## Pel·lícules
- Final Fantasy VII: Advent Children (2005)